# Thomas Percy, 7:e earl av Northumberland

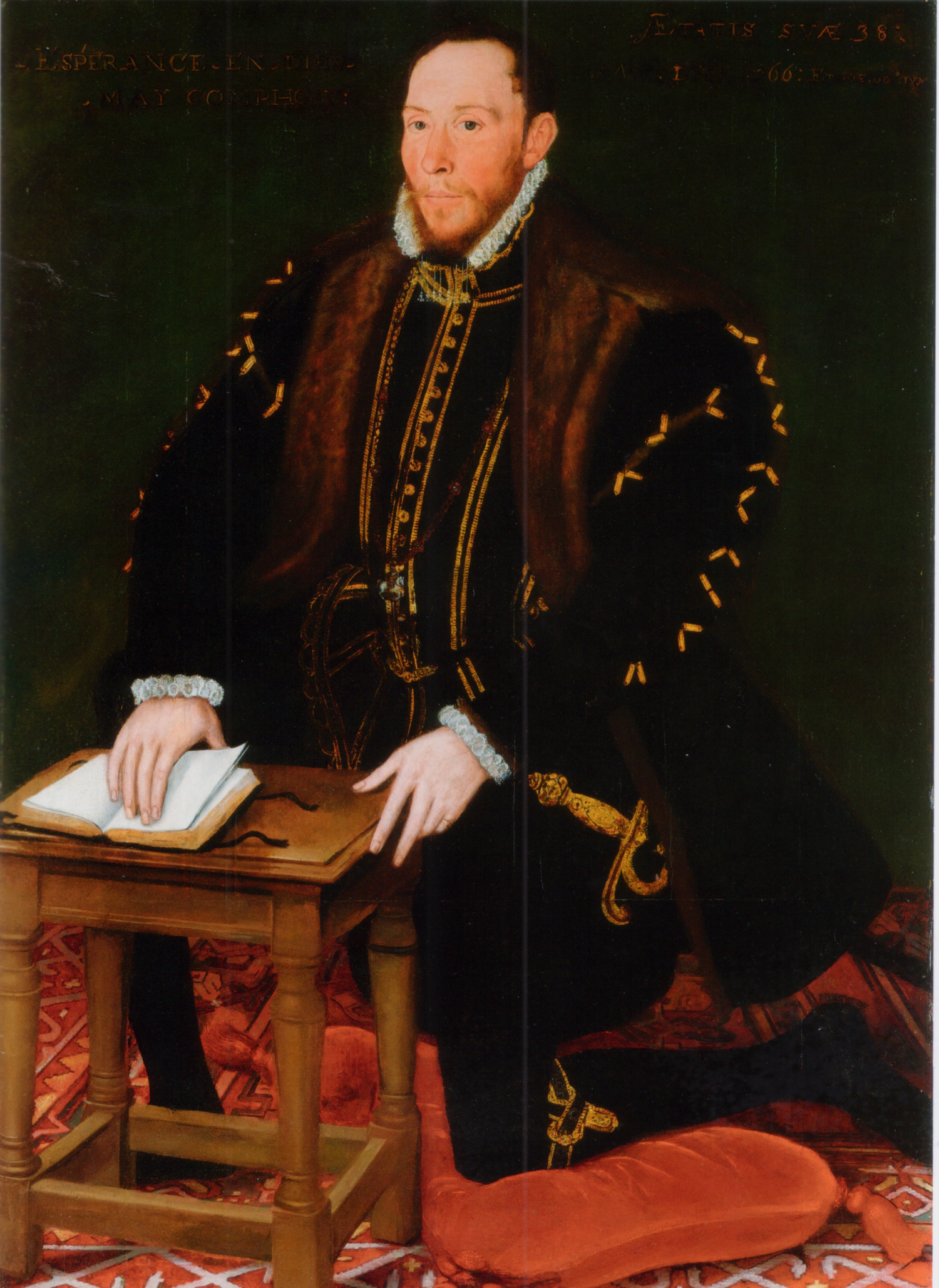
Steven van der Meulen, Thomas Percy, 7:e earl av Northumberland (1566)

Thomas Percy, 7:e earl av Northumberland, född 1528, död den 22 augusti 1572, var en engelsk ädling. Han var brorson till Henry Percy, 6:e earl av Northumberland.
Percy, som var sträng katolik, upphöjdes av Maria Tudor 1557 till earl av Northumberland, en titel som gått ur släkten efter farbroderns död. Han gifte sig 1558 med Lady Anne Somerset, dotter till Henry Somerset, 2:e earl av Worcester och Margaret Courtenay.  Northumberland avrättades för förräderi 1572, för delaktighet i en sammansvärjning med syfte att befria Maria Stuart ur fångenskapen och tillförsäkra katolikerna religionsfrihet. Han efterlämnade en maka och fyra döttrar. Titeln ärvdes av hans bror.